# آلاله غربی
آلاله غربی (نام علمی: Ranunculus occidentalis) نام یک گونه از سرده آلاله است.